# Jannes van Everdingen

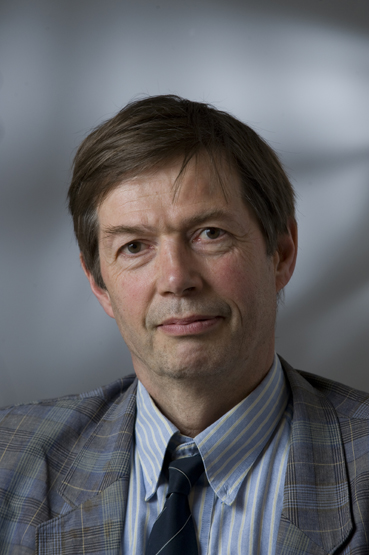
Jannes van Everdingen

Jannes Jacob Egge van Everdingen (Dordrecht, 23 februari 1952) is een Nederlands dermatoloog die zich onderscheidde op het terrein van de wetenschappelijke patiëntenvoorlichting. In 2001 ontving hij daarvoor de Van Walree Prijs van de KNAW. Ook was hij een pionier op het gebied van de Nederlandse medisch-specialistische richtlijnontwikkeling die in de jaren tachtig van de twintigste eeuw begon bij het Centraal Begeleidingsorgaan voor de intercollegiale toetsing in de gezondheidszorg. Daarnaast was hij een spil in het werk van de Stichting Biowetenschappen en Maatschappij en hoofdredacteur van het Medisch woordenboek van Pinkhof dat later werd ondergebracht bij het Instituut voor de Nederlandse Taal. Hij schreef en redigeerde circa 100 boeken op het grensvlak van geneeskunde en maatschappij.

## Opleiding
- 1964-1970 Johan de Witt-gymnasium B te Dordrecht
- 1970-1977 studie geneeskunde Universiteit Leiden
- 1977-1978 assistentschap Interne geneeskunde en Dermatologie te Paramaribo
- 1979-1983 assistentschap Dermatologie Universiteit van Amsterdam
- 1988 promotie op het proefschrift Consensus-ontwikkeling in de geneeskunde. Promotoren waren prof.dr. A.F. Casparie en prof.dr. A.J. Dunning

## Werkervaring
- 1978-1979 waarneming huisartspraktijk in het binnenland van Suriname
- 1983-2005 staflid afdeling dermatologie AMC Amsterdam
- 1983-2008 staflid CBO
- 2009-2014 algemeen secretaris Regieraad Kwaliteit van Zorg
- 2008-2021 directeur Nederlandse Vereniging voor Dermatologie en Venereologie